# ۵۹۵ (میلادی)
۵۹۵ (میلادی) پانصد و نود و پنجمین سال تقویم میلادی است.

## درگذشتگان
- شیلدبرت دوم، پادشاه اوسترازیا و بورگوندی (ت. ۵۷۰)

‎